# Подвижен състав по теснолинейката Септември - Добринище
Теснопътната железопътна линия Септември – Добринище е строена на шест етапа между 1921 и 1945 година. До 1942 г. за обслужването на пътническите и товарните превози по железопътната линия се използват парни локомотиви от сериите 50076 и 60076. Обозначението с малки цифри след номера на серията показва междурелсието, за което е конструиран локомотива. През 1942 г. са въведени в експлоатация дизелови мотриси „Ganz“, които поемат пътническите превози. С доставката на първите дизелови локомотиви „Henschel“ – Kassel серия 75, е прекратено използването на парни локомотиви.

## Парни локомотиви
Първите локомотиви, които се използват още при строежа на железопътната линия, са теснопътните тендерни локомотиви от серията 176 – 1076, тип Пт 0-3-19. Те са двуцилиндрови, а парната им система е „Compound“. Строени по поръчка на Главна дирекция на Български държавни железници през 1922 г. в германската фабрика Reinmetall – Düsseldorf. През 1923 г. са доставени десетте локомотива от цялата серия. Те са приети в единственото по това време теснопътно депо в България, това в Червен бряг, и обслужват линията Червен бряг – Бяла Слатина. Първоначално един, а след това и втори локомотив е пренесен в Саранбей. Използват се при строежа на отсечката Саранбей – Лъджене. При откриването на линията са докарани още два локомотива и необходимите вагони. Тези локомотиви се използват и при строежа на отсечките Лъджене – Чепино баня и Татар Пазарджик – Варвара, а след това и в отсечката до Якоруда. По-късно возят пътническите влакове в отсечката Септември – Якоруда. След 1941 г. в депо Сараньово остават локомотивите №176 и №276, вторият домува във филиалното депо в Банско и се използва в откритото продължение до гара Банско. През 1946 г. машината е върната в Червен бряг, а локомотив №176 се използва като маневрен локомотив на гара Септември в продължение на 20 години. През 1966 г. е предаден за експонат в железопътния музей в Русе.
През 1927 г. специално за теснопътната железопътна линия Саранбей-Чепино са доставени четири парни локомотива серия 50076, тип Тт 0-5-010 от фабрика „Чешкоморавска Колбен“ – Прага. Те са първите теснолинейни локомотиви в България с прегревател на парата и първите с 5 свързани колооси. Тези локомотиви са двуцилиндрови, а парната машина е система „Zwilling“. Тяхното предназначение е да возят товарните влакове по маршрута Септември – Велинград. Използват се в обслужването на влаковете по линията от началото на юни 1928 г. За задвижването на парните локомотиви по това време се използват кафяви въглища от мини „Пирин“. Поради увеличаващият се трафик и предстоящото откриване на линията до Якоруда, са закупени още два локомотива от същата серия. Това са машините № 50576 и № 50676, тип Тт 0-5-08. Те са строени през 1931 г. в Schwartzkopff – Berlin. От 1942 г. започва поетапно прехвърляне на локомотиви за обслужване на железопътната линия Червен бряг – Оряхово. През 1966 г. локомотив №50476 е прехвърлен в Червен бряг, през 1971 г. отново е върнат в локомотивното депо в Септември, където се използва за отоплярка. В днешно време се намира на коловозите на филиалното депо в Банско.
На 27 октомври 1939 г. е договорена доставката на първите пет локомотива от серия 60076, тип 1-5-110. Те са строени в германската фабрика Schwartzkopff – Berlin. Доставени са в началото на 1941 г. и са пуснати в експлоатация между 31 януари и 11 март 1941 г. Предназначението им е за возене на товарни влакове по теснопътни участъци с големи наклони и много криви. До доставката на първите дизелови локомотиви са основната товарна серия по железопътната линия Септември – Добринище. След края на Втората световна война, през 1947 г. е подписан договор с Полша за доставка на следващите 10 локомотива от серията. Строителството им се извършва в Pierwsza fabryka lokomotyw w Polsce – Chrzanow. Пуснати са в експлоатация между 8 декември 1949 и 28 март 1950 г.
Непосредствено след Втората световна война по теснопътната железопътна линия са в движение три парни локомотива „Mallet“ от серия 92.000. Поради липсата на локомотиви преди втората доставка на парни локомотиви от серия 60076, Българските държавни железници ги взема под наем от югославските железници. Те са строени през 1923 г. Това са единствените теснопътни 760 mm локомотиви, в движение по железопътните линии на България, които имат отделен воден резервоар – тендер. Конструктивната им скорост е 30 km/ч. След доставката на парните локомотиви от серия 60076 през 1949 – 1950 г., трите локомотива са върнати на югославските железници.

## Дизелови мотриси
През 1942 г. за обслужване на пътническите превози по линията Септември – Якоруда са доставени три четириосни дизелови мотриси тип B1-B1 и три еднотипни с мотрисите вагони-ремаркета от унгарската фирма „Ганц“. Договорени са на 9 декември 1939 г., но пристигат през август 1941 г., подготвени са за пробни пътувания в края на годината. Поради наложителни корекции на железния път в участъка Септември – Велинград, са пуснати в експлоатация на 10 август 1942 г. Те са серия 81. Мощността им е 220 конски сили, а конструктивната скорост е 60 km/ч. Имат механична предавателна система. Състоят се от три прикачени вагона, всеки от тях разполага с шест пътнически места втора класа в самостоятелно купе и 35 места, които са дървени седалки и са трета класа, в общо пътническо отделение – салон. Помежду си двете пътнически отделения са разделени от машинно-багажно отделение, тоалетна и отоплителна кабина.
През 1952 г. са закупени още четири мотриси от унгарската фирма „Ганц“, които се движат в участъците Септември – Добринище и Пазарджик – Варвара. Договорът е сключен на 16 март 1949 г., но поради липса на добре подготвени технически условия от страна на Българските държавни железници и възникналите спорове с „Ganz“ по въпроса за собствената маса на мотрисите, пристигането им се забавя и са пуснати в експлоатация през 1952 – 1953 г. Те са серия 05.0076 (82.00) тип на колоосите B'-B', четириосни с две талиги за скорост 60 km/ч. Мощността на двигателите им е увеличена, за да возят по два вагона по трудния планински профил на железопътната линия. Монтирани са 8-цилиндрови дизелови мотори с мощност 320 конски сили. Доставени са и шест пътнически вагона, всеки от който е с по шест места втора класа и 31 места трета класа, те са с 4 по-малко от предишната серия заради увеличаване на дължината на моторното отделение с 900 mm. Вътрешността им е разпределена подобно на серия 81, но в машинното отделение зад двигателя има стол и масичка за началник-влака. От 1966 г. всички влакове по железопътните участъци Септември-Добринище и Пазарджик-Варвара са заменени с дизелова тяга. До 1977 г. тези мотриси обслужват теснопътната железопътна линия Червен бряг – Оряхово.
Дизеловите мотриси серия 81 се използват в продължение на 25 години, а от серия 82 – 14 години.

## Дизелови локомотиви
В периода 1961 – 1965 г. се появяват проблеми в експлоатационната дейност по теснопътните железопътни линии в Народна република България, поради недостатъчен тягов подвижен състав за осигуряване на нарасналия трафик. През 1963 г. в участъка Септември – Якоруда се извършват пробни пътувания с локомотив на Австрийските държавни железници с мощност 600 к.с., за да се установи най-подходящият тип влаков локомотив за междурелсие 760 mm. Тази мощност се оказва недостатъчна и се решава да бъде закупени локомотиви с мощност 1100 конски сили. По това време са най-мощните локомотиви в света за междурелсие 760 mm. Те се състоят от две челни командни кабини, разделени с машинно помещение. Дизеловият им двигател е четиритактов предкамерен със свръхпълнене и V-образно разположение на цилиндрите. Хидропредавателната им кутия работи с три хидротрансформатора, всеки от които се включва автоматично в определена част от скоростния диапазон за реализиране на най-ефективно пренасяне на мощността. Тези локомотиви са с конструктивна скорост 70 km/ч. Имат автоматична и допълнителна въздушна спирачка тип „Кнор“, устройство за бдителност активен тип, автоматично работещ парен котел за отопление на пътническите влакове, устройство за мазане на ребордите и модерни системи за управление и контрол. 

#### Серия 75
През 1965 – 1966 г. от германската фирма „Henschel“ – Касел са доставени 10 броя теснопътни дизелхидравлични локомотива серия 75.00 тип B'-B'. Те са произведени през 1965 г. специално за железопътната линия Септември – Добринище. Те поемат изцяло пътническия и товарния трафик в участъците Септември – Добринище и Пазарджик – Варвара. Заместват дизеловите мотриси серия 81 и серия 82 при обслужването на далечни пътнически влакове и на парните локомотиви от серия 60076 при товарните превози. В разписанието за 1966 г. са пуснати в движение ускорени пътнически влакове. Те не спират на спирките и на някои гари, като така времепътуването е намалено с 1 час в сравнение с парните локомотиви.

#### Серия 76
През 1973 г. е замислена доставка на допълнително количество теснопътни дизелови локомотиви за линията Септември – Добринище. Поради исканата двойна цена от страна на „Henschel“ – Kassel и нареждането да се ограничат търговските контакти с „капиталистическите страни“ по политически съображения, се налага да бъде направена доставка на дизелови локомотиви от Румъния, произведени в завода „23 август“ в Букурещ, произвеждат се по лиценз на Майбах-Мерцедес. Сключен е договор за доставка на 15 броя дизелхидравлични локомотива с колоосна формула B'-B'. На 7 ноември 1976 г. е получен прототипен локомотив за извършване на изпитателни пътувания, след което се изпраща отново в Румъния за усъвършенстването му. През 1977 – 1978 г. са доставени пет локомотива за линията Септември-Добринище от новата серия 76, тип B'-B'. Това са локомотивите с номера 76 011, 76 012, 76 013, 76 014 и 76 015, като по-късно локомотив 76 013 е бракуван. Между двете серии локомотиви е осигурена максимална еднаквост в конструктивните и в експлоатационните показатели. При серия 76.00 машинната инсталация се състои от един дизелов двигател с мощност 1100 к.с., който реализира мощността си чрез хидропредавка с вграден хидрообръщател. Двигателят е 12 цилиндров V-образен. Локомотивите са с дължина 13 334 mm, широчина 2470 mm, височина 3520 mm, тегло 53 t, максималната им скорост е 70 km/ч.
В сравнение със серия 75 при експлоатационни възможности, ремонтопригодност и откази на отделни агрегати, качество на изработка, те се представят значително по-слабо.

#### Серия 77
През 1988 г. са доставени 10 броя дизелхидравлични локомотиви от румънския завод „23 август“ в Букурещ. Строени са по техническите условия на Българските държавни железници. Те са нова серия 77, при която са направени редица усъвършенствания. С доставянето им се задоволяват напълно превозите по теснопътните железопътни линии в България. Всичките машини са зачислени в Локомотивното депо в Септември и се използват интензивно, докато тече гаранционният им срок. Поради намаляването на пътническите и най-вече на товарните превози по линията след 1990 г. голяма част от локомотивите не се използват и остават в бездействие. През 1996 г. БДЖ продава пет локомотива (77 001.6, 77 003.2, 77 004.0, 77 007.3 и 77 010.7) на експлоатиращата мините за каменни въглища в Рио Турбио, Аржентина, фирма „Yacimientos Carboníferos Río Turbio“, където обслужват 200 километрово теснопътно трасе с междурелсие 750 mm от мините до пристанището Рио Галегос. Отчислени са на 20 март 1996 г. След закриването на линията Червен бряг-Оряхово през декември 2002 г. локомотивите са въведени в експлоатация по линията Септември-Добринище. Отново част от локомотивите остават неизползвани. През 2009 г. БДЖ продава още четири локомотива от серия 76 (76 005, 76 006, 76 011, 76 012) в Аржентина.

### Маневрени локомотиви
На 5 април 1967 г. е въведен в експлоатация първият специално доставен за маневрена работа дизелов локомотив серия 92-01.  Той е еднокабинен с мощност 385 конски сили, с хидравлична предавка и ходова част тип C. Произведен е през 1966 г. от „Henschel“ – Kassel за Пловдивския мострен панаир през есента на 1966 г. След закриването на панаира е приет от Локомотивно депо Септември, където престоява до април 1967 г. Тогава е уредено закупуването му. Поради липса на средства за закупуване на още локомотиви, остава единственият от тази серия. Използва се за маневрена дейност в гара Септември в продължение на повече от 30 години. Оставен в резерв.
През 1982 г. са доставени 10 дизелхидравлични локомотива серия 94 (след 1988 г. серия 81) за Българските държавни железници и промишлеността от Машиностроителния завод в Камбарка, СССР. От тях четири се използват от заводите за целулозно-хартиена промишленост в Мизия и Разлог и шест от БДЖ – зачислени са по три в локомотивните депа в Червен бряг и Септември. Те са еднокабинни с колоосна формула B'-B'. Имат 12-цилиндров V-образен дизелов двигател с мощност 400 конски сили. Използват се почти изключително за маневрени дейности. Слабостта им е, че показват малък моторесурс и редица неизправности по дизеловия двигател, което води до принудителни престои и продължителни ремонти.

## Товарни превози
В началото на 1950-те години е създадена нова организация за обслужване на товарните влакове. Основният маршрут е Септември – Якоруда, а за някои влакове Септември – Аврамово. Останалата част Якоруда – Добринище и Аврамово – Добринище се обслужва от филиалното депо в Банско. За това няколко локомотива са прехвърлени там. 
Поради увеличената товарно-разтоварна работа на гара Велинград, увеличава се и нуждата от постоянно работещ маневрен локомотив. За целта е изпратен парен локомотив, който се поддържа денонощно. През 1961 г. в мотрисното депо в София е преустроен стар двуосен дизелов локомотив Deutz, използван преди това като рудничен влекач, и поема маневрените дейности на гара Велинград. Поради малката си мощност от 75 к.с. и постоянно нарастващият обем на маневрената работа, от 1964 – 1965 г. на гара Велинград отново е изпратена парна машина серия 60076 за маневра. През 1970 г. да доставени два почти неизползвани теснолинейни 600 mm дизелови локомотива тип V10C, произведени от VEB Lokomotivbau „Karl Marx“ – Babelsberg, ГДР, които преди това са използвани в мина „Брежани“, за преустройство. То се извършва в локомотивното депо в Септември. От 1971 г. те поемат на смени цялата маневрена дейност на гара Велинград. 
През 1971 г. са доставени три дизел-хидравлически локомотива от румънския завод „22 August“ – Bucureşti, които са тип В’-В‘ и са с мощност 450 к.с. Предназначени са за Целулозно-хартиения комбинат и Завода за хидролиза и фуражни дрожди в Разлог. 
Товарното движение е преустановено през 2002 година. Бивши индустриални клонове има на гарите Велинград, Разлог, Банско и Добринище. Част от товарните влакове се претоварват на такива с нормално междурелсие в товарна гара Септември, а останалите в гара Пазарджик, където са товарени и цистерни с петрол.

## Вагони
При откриването на първия участък от Септември до Велинград през 1926 г. са доставени две партиди вагони серия 500 и серия 600. Те са безкупейни и с дървени седалки. Всичките са третокласни. През 1941 г. са доставени 10 вагона от германската фирма „Bautzen“, които са безкупейни третокласни, но имат и отделение с шест тапицирани седалки с червен плат, което е II клас.
От 1 юни 1956 г. Български държавни железници премахва трета класа, като по този начин всички вагони от трета класа стават втора, а от втора – първа класа.
Наличните теснопътни пътнически вагони са недостатъчни, поради което през 1968 г. във вагонния завод „Андрей Жданов“ в Дряново са произведени второкласни пътнически вагони, които след изпитателна дейност и конструктивни изменения, се пускат в експлоатация по линията Септември – Добринище през 1970 г. Основните им параметри са тара 13,3 t, конструктивна скорост 70 km/ч, 48+2 седящи места покрити със зелена изкуствена кожа, дължината на коша е 12 419 mm, а ширината му е 2450 mm, височината на вагона от глава-релса е 3400 mm. За да се задоволи нуждата от вагони в периода 1972 – 1974 г. са произведени и доставени допълнителни партиди. Пуснат е в движение и вагон-фургон, който е конструиран на база пътническите теснопътни вагони. Тези вагони са точно копие на мотрисните вагони на „Ganz“, но са по-тежки от оригиналите. Причината е, че за обшивката на коша се използва обикновена стоманена ламарина, докато оригиналните вагони са със скелет на коша от леки профили, а обшивката им е от ламарина от алуминиева сплав.